# Wuhan World Trade Tower
Wuhan World Trade Tower ist der Name eines 273 Meter hohen Wolkenkratzers in der chinesischen Metropole Wuhan und hat 58 Etagen.

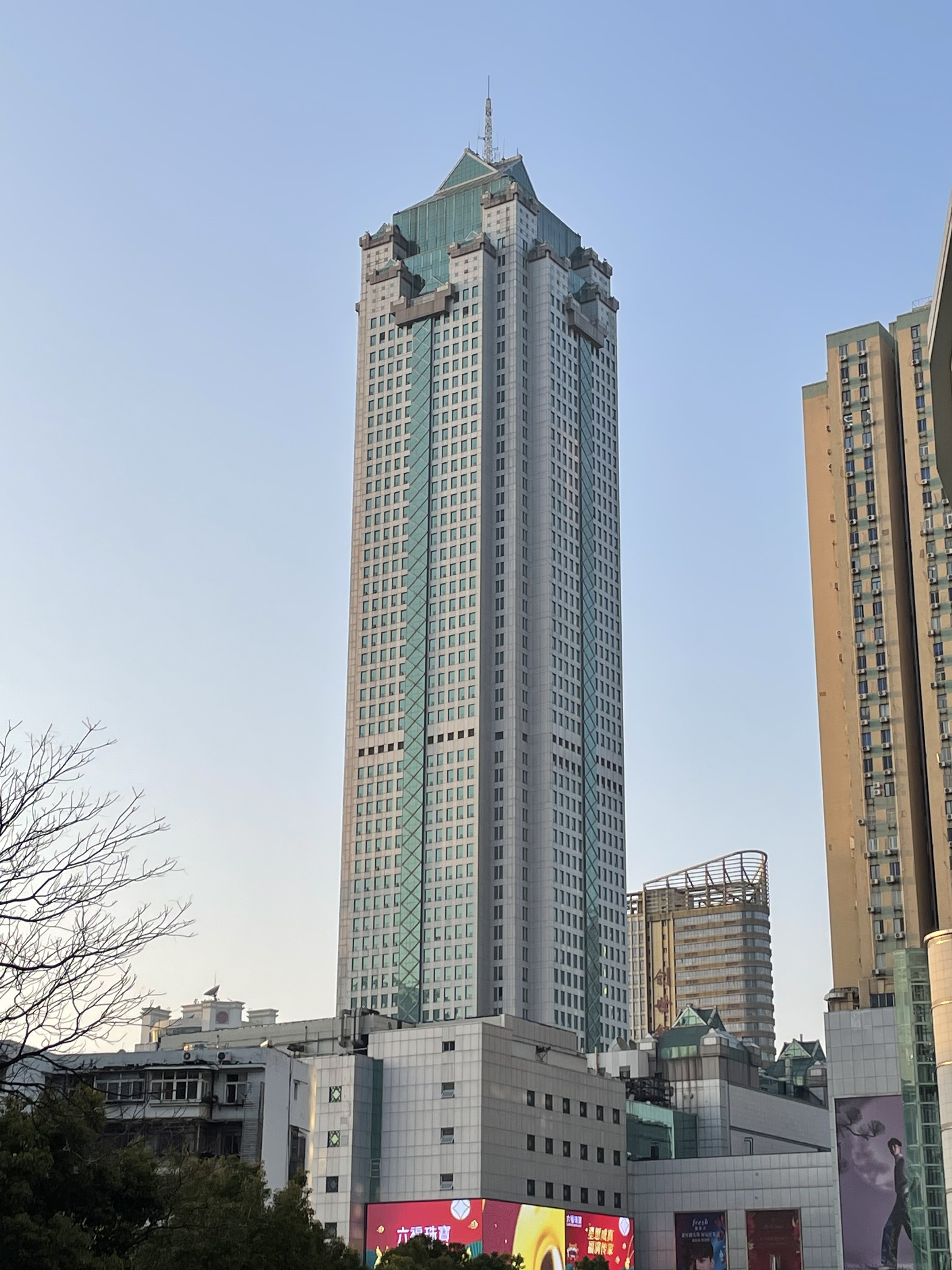
Wuhan World Trade Tower im Jahr 2023

Das fünfthöchste Gebäude der Stadt wurde 1998 fertiggestellt. Die Höhe bis zum Dach beträgt 229 Meter und bis zur Spitze (ohne Antenne) 248 Meter. Das Wuhan World Trade Center ist somit nur wenige Meter niedriger als der höchste deutsche Wolkenkratzer Commerzbank Tower.